# Свети мученик Емилијан
Свети Емилијан Доростолски (ум. 363, Силистра, Римско царство
) је један од првих словенских хришћанских светитеља и мученика римског периода.
Свети мученик Емилијан, Словен, пострадао је сведочећи веру у Исуса Христа, у време цара Јулијана Одступника (361-363). Желећи да обнови култ паганских богова у Римском царству, Јулијан је послао наредбу свим провинцијама, према којој су сви хришћани морали да буду погубљени.
Свети Емилијан је био роб локалног градоначелника и тајни хришћанин. Огорчен суровим прогоном хришћана, Емилијан је ушао у пагански храм, чекићем разбио кипове идола, преврнуо олтаре и светиљке и отишао а да га нико није приметио. Убрзо су пагани открили да је храм уништен. Разјарена гомила почела је да туче једног сељака који је случајно туда пролазио. Тада је свети Емилијан из свег гласа повикао да не дирају невиног човека, и рекао да је он сам порушио храм. По наређењу великодостојника, свети Емилијан је дуго и немилосрдно тучен, а затим осуђен на спаљивање. Бачен је у ватру, која га није убила, али је пламен спалио многе незнабошце који су стајали около. Ватра се угасила, свети Емилијан је легао на ужарени угаљ и умро уз молитву 363. године.
Православна црква спомиње 31. јула (Спомен Светих Отаца шест Васељенских Сабора, Св. мученика Јакинта у Амастиди. Св. мученика Емилијана).